# Aeschynanthus parasiticus
Aeschynanthus parasiticus là một loài thực vật có hoa trong họ Tai voi. Loài này được (Roxb.) Wall. mô tả khoa học đầu tiên năm 1829.